# Phenylacetylcarbinol
Phenylacetylcarbinol (PAC) ist ein Keton mit einer Phenylgruppe und einer Hydroxygruppe.
Durch eine katalytische Reduktion in Gegenwart von Methylamin entsteht aus Phenylacetylcarbinol – über die Zwischenstufe des Imins – Ephedrin.

## Synthese
Phenylacetylcarbinol wird mikrobiologisch aus den Ausgangsstoffen Benzaldehyd und Acetaldehyd hergestellt.
{\displaystyle \mathrm {C_{6}H_{5}CHO+CH_{3}CHO\longrightarrow C_{6}H_{5}CHOHCOCH_{3}} }
PAC lässt sich außerdem mit den Faktoren Thiaminpyrophosphat und Magnesium-Ionen aus der Reaktion von Brenztraubensäure und Benzaldehyd gewinnen. Als Nebenprodukt entsteht Kohlenstoffdioxid.
{\displaystyle \mathrm {CH_{3}COCOOH+\ C_{6}H_{5}CHO\longrightarrow } }
{\displaystyle \mathrm {C_{6}H_{5}CHOHCOCH_{3}+\ CO_{2}} }

## Stereoisomere
| Phenylacetylcarbinol |                                                                |                                                                |
| Name                 | (R)-Phenylacetylcarbinol                                       | (S)-Phenylacetylcarbinol                                       |
| Andere Name          | L-(−)-Phenylacetylcarbinol (1R)-1-Hydroxy-1-phenyl-propan-2-on | D-(−)-Phenylacetylcarbinol (1S)-1-Hydroxy-1-phenyl-propan-2-on |
| Strukturformel       |                                                                |                                                                |
| CAS-Nummer           | 1798-60-3                                                      | 53439-91-1                                                     |
| PubChem              | 9920426                                                        | 9815225                                                        |
| ECHA-Infocard        | 100.015.715                                                    |                                                                |
| EG-Nummer            | 217-285-4                                                      |                                                                |